# Anne van Zijp
Anne van Zijp (Riouw, 23 mei 1885 – Den Haag, 9 november 1956) was een Nederlandse beeldhouwster.

## Leven en werk
Van Zijp werd geboren in Nederlands-Indië als dochter van Cornelis van Zijp en Johanna Maria Ahlers. Haar vader was onder meer assistent-resident van Billiton. 
Ze studeerde medicijnen aan de Universiteit Utrecht en leerde daar Johann Sebastian Brandts Buys (1879-1939) kennen, met wie ze in 1913 in Blaricum trouwde. Hij was destijds journalist. Het is niet duidelijk of Van Zijp haar studie heeft afgerond. Ze leerde in of voor die tijd beeldhouwen van Lambertus Zijl. Ze vervaardigde onder meer dierplastieken, figuurstudies en portretten. In 1918 was ze mede-oprichter en de eerste secretaris van de Nederlandse Kring van Beeldhouwers. 
In 1919 vertrok het paar naar Batavia. Ze verhuisden in 1920 naar Bandoeng, nadat Van Zijp een regeringsopdracht kreeg voor beeldhouwwerk aldaar. Brandts Buys bouwde in Nederlands-Indië bekendheid op als etnomusicoloog. Na het overlijden van haar man trok Van Zijp weer naar Nederland. Ze hertrouwde in 1947 in Amsterdam met javanicus dr. Theodoor Gautier Thomas (Theo) Pigeaud (1899-1988). Ze overleed negen jaar later.